# Anders Gustaf Ekeberg
Pour les articles homonymes, voir Ekeberg.
Anders Gustaf Ekeberg (15 janvier 1767-11 février 1813) est un chimiste suédois qui a découvert le tantale en 1802.

## Biographie

### Éducation
Son père, Joseph Erik Ekeberg, était un constructeur de bateaux. Son oncle était Carl Gustaf Ekeberg. Anders Gustav Ekeberg a fréquenté l'école à Kalmar, Söderåkra, Vestervik et Karlskrona. Élève doué, il s'inscrit à l'université d'Uppsala en 1784 et obtient son diplôme en 1788. Sa thèse portait sur l'extraction d'huiles à partir de graines. En 1789 et 1790, il voyage et étudie en Allemagne, écoutant des conférences de Martin Heinrich Klaproth à Berlin et de Christian Ehrenfried Weigel à Greifswald.

### Carrière
En 1794, Anders Gustav Ekeberg commence à enseigner à l'université d'Uppsala. Il était un partisan des propositions d'Antoine Lavoisier pour systématiser la nomenclature chimique. En 1795, il a publié avec Pehr von Afzelius le premier article introduisant les noms modernes des éléments chimiques tels que l'hydrogène, l'azote et l'oxygène dans la langue suédoise,.
Il est nommé professeur de chimie en 1794 et expérimentateur (laborator) en 1799, travaillant comme démonstrateur dans le laboratoire de Torbern Bergman. En 1798, il a donné une conférence sur la théorie de la combustion. En 1799, il est élu membre de l'Académie royale des sciences de Suède.
Ekeberg a souffert d'une mauvaise santé tout au long de sa vie. Durant son enfance, un gros rhume avait altéré son audition, qui s'est encore affaiblie au fil des ans, de sorte qu'elle a entravé ses activités d'enseignement. Par la suite, une explosion de gaz l'a rendu aveugle d'un œil.
Ekeberg était décrit par ses amis et ses élèves comme un homme gentil et doux. Il est mort, célibataire, à l'âge de 46 ans.

## Recherches
Ekeberg a analysé un certain nombre de minéraux trouvés à Ytterby et Falun. En 1802, il a analysé des spécimens de tantalite de Kimito, en Finlande, et d'yttrotantalite d'Ytterby, en Suède. On lui attribue la découverte de l'élément tantale dans ces deux échantillons.
Ekeberg a nommé le nouvel élément d'après le demi-dieu mythique de la Grèce antique, Tantale. Selon la légende, il était condamné à la frustration éternelle lorsqu'il devait se tenir dans l'eau jusqu'au cou, mais l'eau se retirait lorsqu'il tentait de boire.